# Simona de Silvestro
Simona de Silvestro (Thun, 1 de setembro de 1988) é uma piloto profissional de automóveis suíça.

## Carreira[1]

### Início: 2002-2005
Em 2002 e 2003 conseguiu um segundo lugar no Trofeo Industria Parma, um quinto lugar na Copa de Inverno Lonato e foi a terceira na Primavera Lonato. Também foi a sétima no Campeonato Suíço, 13ª na Copa de Kart de Mônaco e segunda na Copa Bridgestone Suíça.
No ano de 2004 Simona competiu na Fórmula A francesa e terminou a temporada em 15º lugar. Em 2005 terminou na 21ª colocação a temporada da Fórmula Renault 2000 Itália.

### 2006: Formula BMW USA
A suíça completou a temporada com uma vitória em Lime Rock, 6 pódios e 11 provas finalizadas dentro do top-10 obtendo um 4º lugar na classificação geral. Ela conseguiu dois terceiros lugares no Grande Prêmio dos EUA e fez história ao se tornar a primeira mulher conquistar um pódio no Indianapolis Motor Speedway.

### 2007-2009: F-Atlantic
No seu ano de estréia, pilotando pela equipe Walker Racing, Simona conseguiu 2 finalizações no top-10 e pontuou em 9 das 12 provas. Terminou a temporada em 19º lugar. Ainda em 2007 Simona tornou-se a primeira mulher a participar dos trabalhos da GP2 Series fazendo testes em Paul Ricard na França. Entretanto, ela conseguiu apenas o 22º melhor tempo.
No ano seguinte, pilotando pela Newman Wachs Racing, Simona venceu a corrida de abertura em Long Beach e tornou-se a segunda mulher a vencer uma corrida, juntando-se a Katherine Legge que já havia vencido provas anteriormente. No total ela obteve quatro top-5 e oito top-10, completando a temporada na 8ª colocação.
Já em 2009 a piloto passou a pilotar pela Team Stargate Worlds, tornou-se a segunda mulher a conquistar pole position (antes dela apenas Danica Patrick)

### 2010–2013

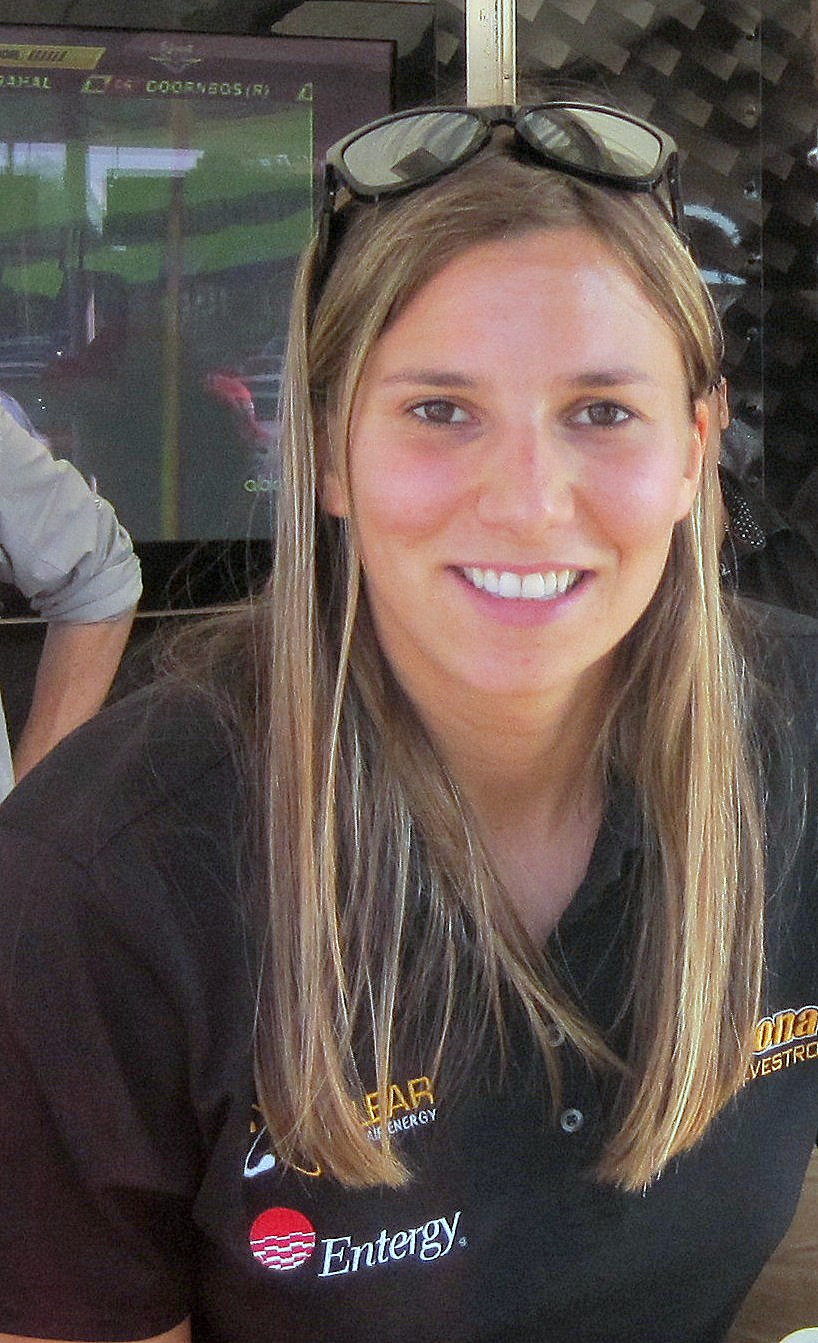
de Silvestro nas 500 Milhas de Indianápolis de 2010.

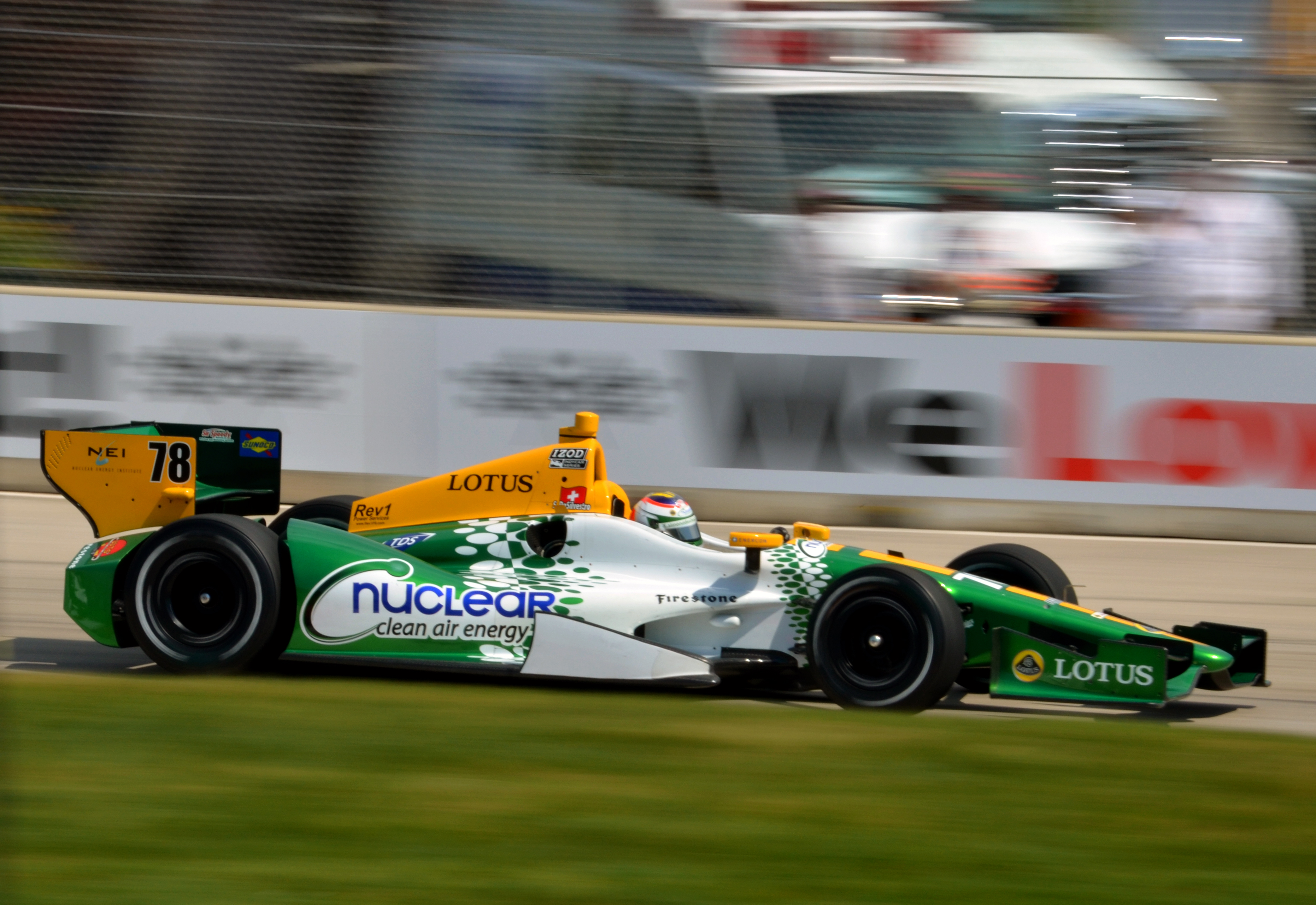
Carro de Simona de Silvestro na IndyCar Series de 2012.

No dia 2 de março Simona foi confirmada para a temporada de 2010 da Fórmula Indy pela equipe HVM Racing após ter realizado testes com o carro da equipe no Alabama no fim de fevereiro. A piloto suíça foi a terceira mulher na temporada, que também tinha as norte-americanas Danica Patrick e Sarah Fisher.
Em 2013, ela foi contratada pela equipe KV Racing Technology, terminando a temporada na 13ª posição.

### 2014
Em fevereiro de 2014, a equipe de Fórmula 1 Sauber anunciou que de Silvestro se juntou a equipe como "piloto afiliada" e passaria por um programa de treinamento de um ano com a equipe, com o objetivo final de participar de corridas em 2015. De Silvestro começou a testar com a equipe no final de abril de 2014 no Circuito de Fiorano. Ela teve seu primeiro contato com a Sauber C31 em 26 de abril, e completou 112 voltas durante o teste. Porém, em outubro de 2014, a chefe da equipe Sauber  Monisha Kaltenborn afirmou que a equipe tinha suspendido de chances de Silvestro devido a problemas contratuais.

### 2015–presente

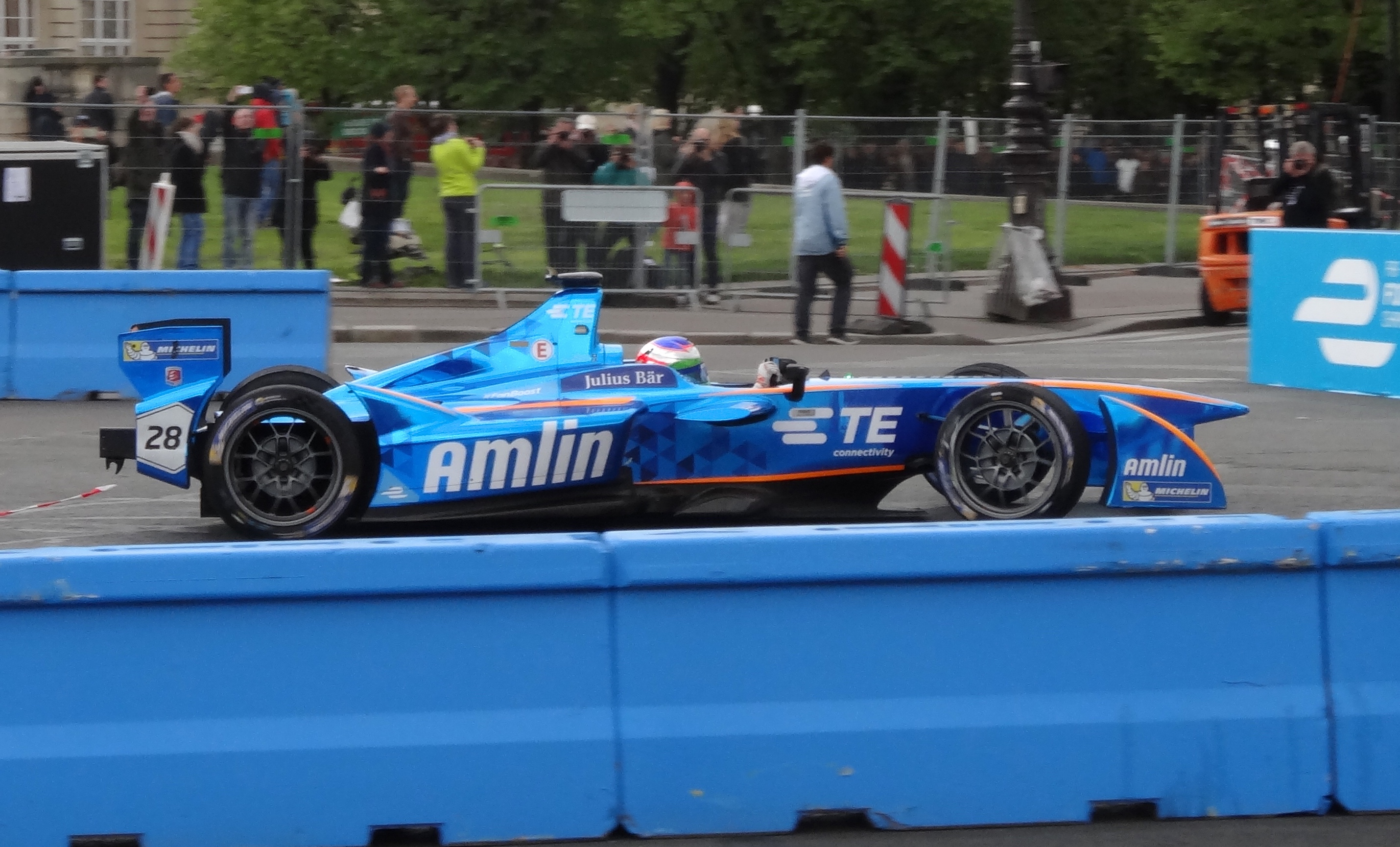
Carro de Simona de Silvestro na Fórmula E em 2016.

Em 2 de abril de 2015, a equipe Andretti Autosport anunciou que de Silvestro iria participar das duas primeiras corridas da temporada 2015 e iria pilotar o carro número 29 nas 500 Milhas de Indianápolis de 2015. De Silvestro terminou na quarta posição na corrida no Indy Grand Prix of Louisiana de 2015.
Em 15 de junho de 2015, foi anunciado que de Silvestro iria pilotar para a equipe de Fórmula E de Andretti na rodada dupla da etapa final do campeonato, em Londres. Em 17 de agosto de 2015, a equipe Andretti Autosport confirmou que Simona irá disputar a temporada completa da Fórmula E em 2015–16.
Foi anunciado em 19 de agosto que ela iria seria parceira de Renee Gracie na equipe Prodrive Racing Australia na Bathurst 1000 da V8 Supercars.

## Posição de chegada nas corridas
(Legenda: Corridas em negrito indicam pole position; corridas em itálico indicam volta mais rápida.)

### Fórmula Atlantic
| Ano  | Equipe               | 1       | 2       | 3      | 4       | 5        | 6      | 7       | 8       | 9       | 10       | 11     | 12     | Pos. | Pts |
| ---- | -------------------- | ------- | ------- | ------ | ------- | -------- | ------ | ------- | ------- | ------- | -------- | ------ | ------ | ---- | --- |
| 2007 | Walker Racing        | LVG Ret | LGB Ret | HOU 15 | POR1 16 | POR2 16  | CLE 11 | MTT 7   | TOR Ret | EDM1 13 | EDM2 Ret | SAN 10 | ROA 22 | 19º  | 69  |
| 2008 | Newman Wachs Racing  | LGB 1   | LS 10   | MTT 9  | EDM1 8  | EDM2 Ret | ELK1 9 | ELK2 18 | TRR 4   | NJ 11   | UT 5     | ATL 4  |        | 8º   | 167 |
| 2009 | Team Stargate Worlds | SEB 5   | MIL 1   | NJ1 2  | NJ2 1   | LRP 1    | ACC1 3 | ACC2 2  | MID 2   | TRV 1   | MOS 10   | ATL 2  | LAG 10 | 3º   | 176 |

### IndyCar Series
| IndyCar Series | IndyCar Series       | IndyCar Series | IndyCar Series | IndyCar Series | IndyCar Series | IndyCar Series | IndyCar Series | IndyCar Series | IndyCar Series | IndyCar Series | IndyCar Series | IndyCar Series | IndyCar Series | IndyCar Series | IndyCar Series | IndyCar Series | IndyCar Series | IndyCar Series | IndyCar Series | IndyCar Series | IndyCar Series | IndyCar Series | IndyCar Series | IndyCar Series | IndyCar Series |
| Ano            | Equipe               | Chassis        | Motor          | 1              | 2              | 3              | 4              | 5              | 6              | 7              | 8              | 9              | 10             | 11             | 12             | 13             | 14             | 15             | 16             | 17             | 18             | 19             | Pos.           | Pontos         |                |
| -------------- | -------------------- | -------------- | -------------- | -------------- | -------------- | -------------- | -------------- | -------------- | -------------- | -------------- | -------------- | -------------- | -------------- | -------------- | -------------- | -------------- | -------------- | -------------- | -------------- | -------------- | -------------- | -------------- | -------------- | -------------- | -------------- |
| 2010           | HVM Racing           | Dallara        | Honda          | SAO 16         | STP 16         | ALA 21         | LBH 17         | KAN 21         | IND 14         | TXS 24         | IOW 21         | WGL 24         | TOR 9          | EDM 22         | MDO 8          | SNM 13         | CHI 23         | KTY 25         | MOT 23         | HMS 23         |                |                | 19ª            | 242            |                |
| 2011           | HVM Racing           | Dallara        | Honda          | STP 4          | ALA 9          | LBH 20         | SAO 20         | IND 31         | TXS 26         | TXS 27         | MIL 25         | IOW DNS        | TOR 10         | EDM 24         | MDO 12         | NHM 16         | SNM            | BAL 12         | MOT 14         | KTY 25         | LVS1 C         |                | 20ª            | 225            |                |
| 2012           | Lotus-HVM Racing     | Dallara DW12   | Lotus          | STP 24         | ALA 20         | LBH 20         | SAO 24         | IND 32         | DET 14         | TXS DNS        | MIL 24         | IOW 14         | TOR 24         | EDM 23         | MDO 23         | SNM 17         | BAL 22         | FON 26         |                |                |                |                | 24ª            | 182            |                |
| 2013           | KV Racing Technology | Dallara DW12   | Chevrolet      | STP 6          | ALA 18         | LBH 9          | SAO 8          | IND 17         | DET 16         | DET 24         | TXS 16         | MIL 24         | IOW 21         | POC 11         | TOR 10         | TOR 14         | MDO 11         | SNM 9          | BAL 5          | HOU 2          | HOU 10         | FON 8          | 13ª            | 362            |                |
| 2015           | Andretti Autosport   | Dallara DW12   | Honda          | STP 18         | NLA 4          | LBH            | ALA            | IMS            | IND 19         | DET            | DET            | TXS            | TOR            | FON            | MIL            | IOW            | MDO            | POC            | SNM            |                |                |                | 30ª            | 66             |                |

1 Após o anúncio da morte de Dan Wheldon, a IndyCar decidiu cancelar a prova; os resultados da etapa não foram considerados para estatísticas da competição.

#### 500 Milhas de Indianápolis
| Ano  | Chassi  | Motor     | Classificação | Resultado | Equipe               |
| ---- | ------- | --------- | ------------- | --------- | -------------------- |
| 2010 | Dallara | Honda     | 22            | 14        | HVM Racing           |
| 2011 | Dallara | Honda     | 24            | 31        | HVM Racing           |
| 2012 | Dallara | Lotus     | 32            | 32        | Lotus-HVM Racing     |
| 2013 | Dallara | Chevrolet | 24            | 17        | KV Racing Technology |
| 2015 | Dallara | Honda     | 19            | 19        | Andretti Autosport   |

### Fórmula E
| Ano     | Equipe             | Carro                 | 1   | 2   | 3   | 4   | 5   | 6   | 7   | 8   | 9   | 10     | 11     | Pos. | Pontos |
| ------- | ------------------ | --------------------- | --- | --- | --- | --- | --- | --- | --- | --- | --- | ------ | ------ | ---- | ------ |
| 2014–15 | Andretti Autosport | Spark-Renault SRT 01E | BEI | PUT | PDE | BNA | MIA | LBH | MON | BER | MOS | LON 11 | LON 12 | 27ª  | 0      |